# Livets Herre, du har tänt
Livets Herre, du har tänt är en psalm med text skriven 1939 av Oscar Lövgren och musik skriven 1869 av Gunnar Wennerberg. Texten bearbetades 1941 av Lövgren och 1986 av Gunnar Ander.

## Publicerad i
- Psalmer och Sånger 1987 som nr 380 under rubriken "Fader, Son och Ande - Jesus, vår Herre och broder".[1]